# ARA Rivadavia
El ARA Rivadavia fue un acorazado tipo dreadnought de la marina de guerra de Argentina, gemelo del ARA Moreno. Fue construido por el astillero Fore River Shipyard de Quincy, Massachusetts. Fue puesto en gradas en 1910, botado en 1911 y asignado en 1914.
Costó 2.214.000 libras (actualizadas al 12/2019 = U$S 270.000.000) y fue recibido el 27 de agosto de 1914.
Con 6 torretas dobles de armamento primario de 12 pulgadas (2 torretas en popa, 2 en proa, y 2 en el medio a cada lado, cada una de las cuales podía disparar sobre una apertura de ángulo de 100° en el lado opuesto, permitiendo la concentración de todos sus 12 cañones sobre un alcance teórico de 200°, y de 10 cañones sobre los 160° restantes) y un blindaje superior al de los acorazados de origen británico, superan por completo a los recientemente adquiridos acorazados brasileros de la clase Minas Gerais, demostrando cuan rápido evolucionaba el diseño naval en aquellos años.
Su diseño (y el del ARA Moreno) fue obtenido, de manera astuta, haciendo competir a fabricantes europeos y americanos, para finalmente contratar una opción mixta a un astillero estadounidense en particular.

## Historia de su servicio
Al momento de ser encargado, posiblemente fuera el acorazado más importante de la época. La carrera armamentista vigente, sin embargo, pronto generó buques de mayor porte.

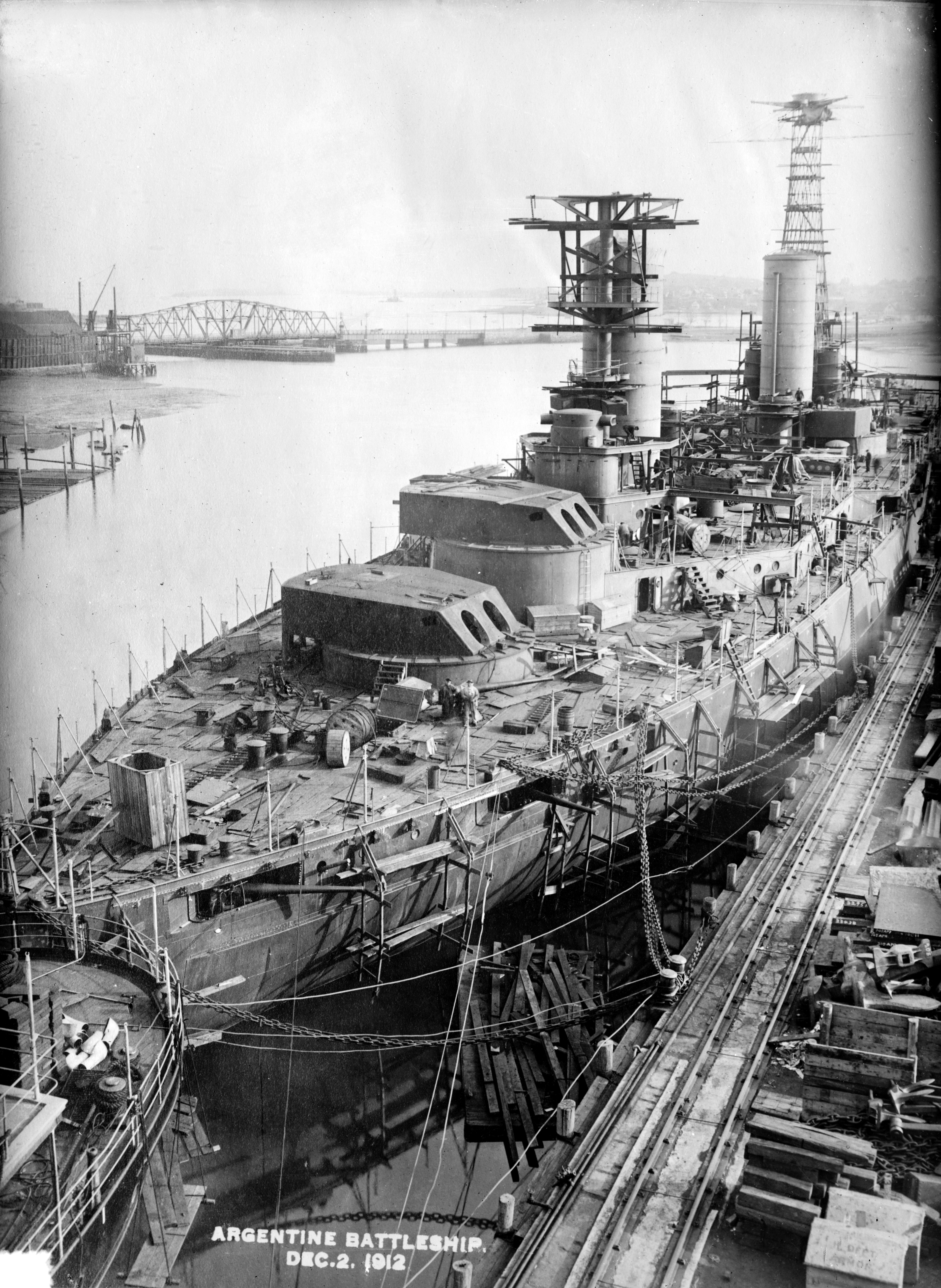
Acorazado clase Rivadavia en construcción, Fore River de Quincy, Massachusetts.

Al igual que al Moreno, entre 1924 y 1925 se transforman las calderas y se cambia el combustible por petróleo, se remoza la artillería y se instalan directores de tiro modernos, relojes calculadores, giroscopios, transmisores de azimut, etc. Se monta un palo trípode detrás de la chimenea de popa, se cambian los reflectores, el sistema de carga de los cañones, se retiran parte de las piezas de 102 mm y se instalan 4 piezas AA de 76 mm. Se moderniza el sistema lanzatorpedos, el timón y transmisiones de eje de hélices. Se aumenta el desplazamiento en 1000 t. Los trabajos se realizan en Boston, Estados Unidos.
Navega por última vez en 1947, se retira de servicio en 1952, y se vende a una empresa italiana en 1957 para ser desguazado.

## Misceláneas
Se lo puede ver en la película argentina La muchachada de a bordo de 1936.